# Evangelische Kirche Bieren

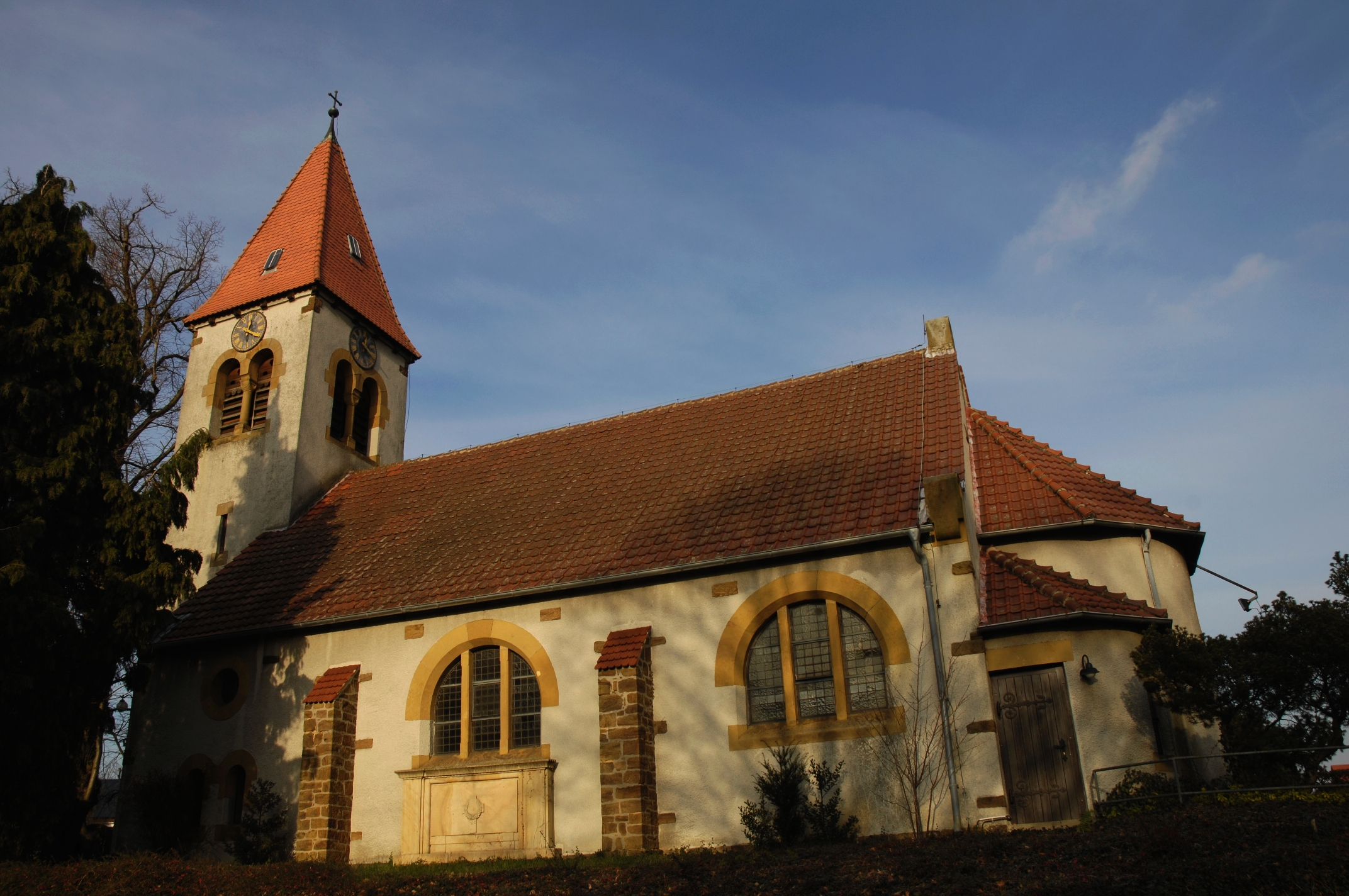
Evangelische Kirche Bieren

Die Evangelische Kirche Bieren ist eine Kirche im nordrhein-westfälischen Rödinghausen-Bieren. 
Der Pfarrbezirk der Bierener Kirche gehört zur evangelischen Kirchengemeinde Rödinghausen mit ihrer Hauptkirche St. Bartholomäus. Die Kirche wurde 1908/09 als Nachfolgerin einer in Fachwerkbauweise ausgeführten Kapelle – „Klus“ genannt – aus Bruchstein errichtet. Der Altarraum wurde halbrund an die Ostseite der Kirche angefügt. Die Klus wurde um 1908 abgerissen. Neben dem Turm der Kirche steht die über 350 Jahre alte „Bierener Kirchlinde“ mit ihrem Stammumfang von 7,75 Metern, die als Naturdenkmal der Gemeinde eingetragen ist. Schutzpatron der Kapelle war in katholischer Zeit Sankt Jürgen, jedoch geriet dieses Patrozinium in protestantischer Zeit in Vergessenheit. Nur eine kleine Figur in der Kirche zeugt davon.